# Francisco Javier Amérigo

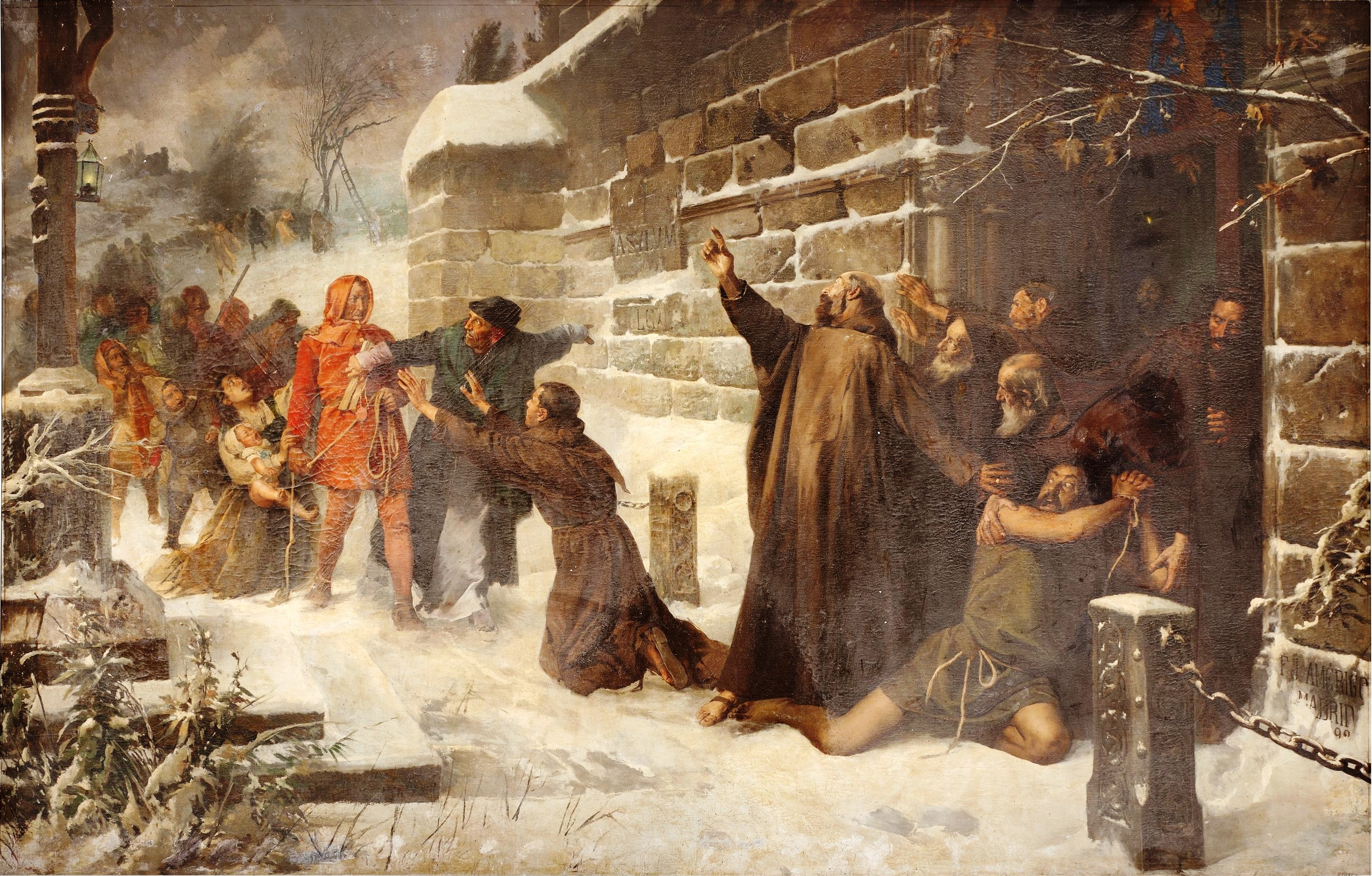
L'asile dans le sacré illustration d'une loi médiévale espagnole par laquelle toute personne persécutée par la justice pouvait se prévaloir de la protection des églises.

Francisco Javier Amérigo y Aparici, né le 2 juin 1842 à Valence et mort le 28 mars 1912 à Madrid, est un peintre espagnol spécialisé dans des scènes historiques.

## Biographie

### Études
Francesco commence ses études à l'Académie royale des beaux-arts de San Carlos à Valence, où son principal instructeur est Francisco Martínez Yago (es), le père de Salvador Martínez Cubells, qui deviendrait le meilleur ami de Francisco. Pendant son cursus, il reçoit une médaille lors d'une exposition à Alicante (1860) avant de rejoindre l'Académie royale des beaux-arts Saint-Ferdinand à Madrid.

### Installation à Rome (1865-1877)
En 1865, il part étudier à Rome ou il se familiarise avec Eduardo Rosales et Mariano Fortuny qui auront une forte influence sur son stylé. 
En 1876, il présente son œuvre Vendredi Saint au Colisée de Rome, à l'Exposition nationale des Beaux-Arts, où il reçoit le deuxième prix.

### Retour en Espagne

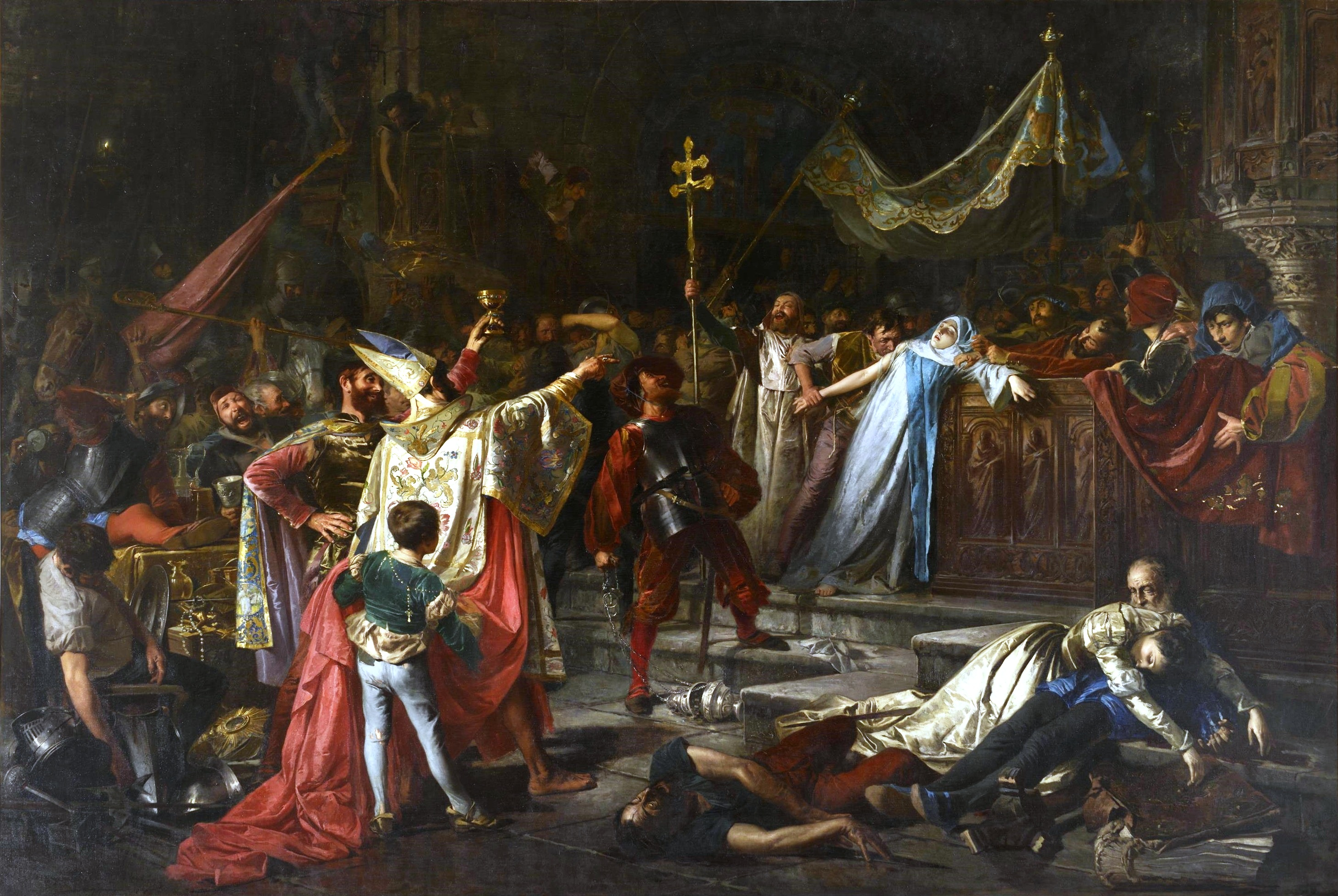
Le Sac de Rome représentant l'entrée des troupes de Charles Quint à Rome durant la Septième guerre d'Italie.

Il retourne en Espagne l'année suivante ou il expose Le sac de Rome. Ce travail est dédié à son ami Victor Balaguer, homme politique et auteur catalan et fera plus partie de la collection de la Bibliothèque Musée Victor Balaguer.